# Boîte d'herborisation

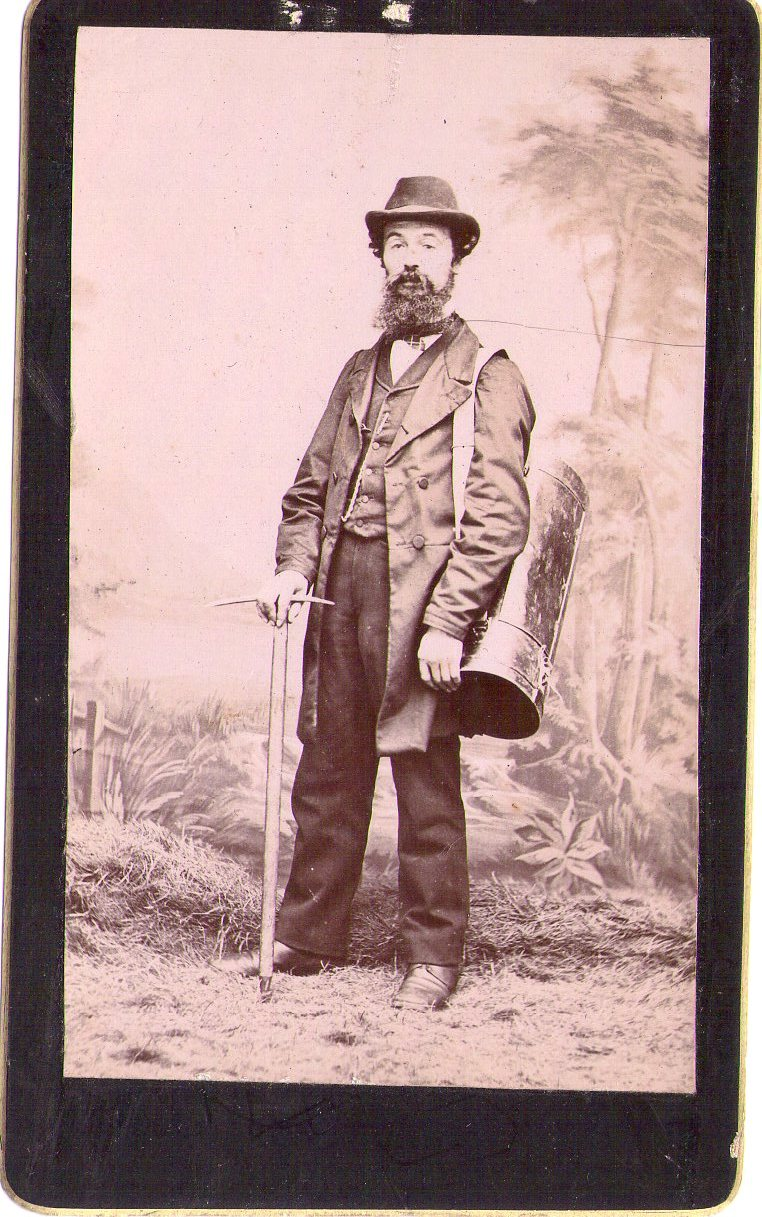
Le botaniste Justin Paillot portant une boîte à herboriser, vers 1870.

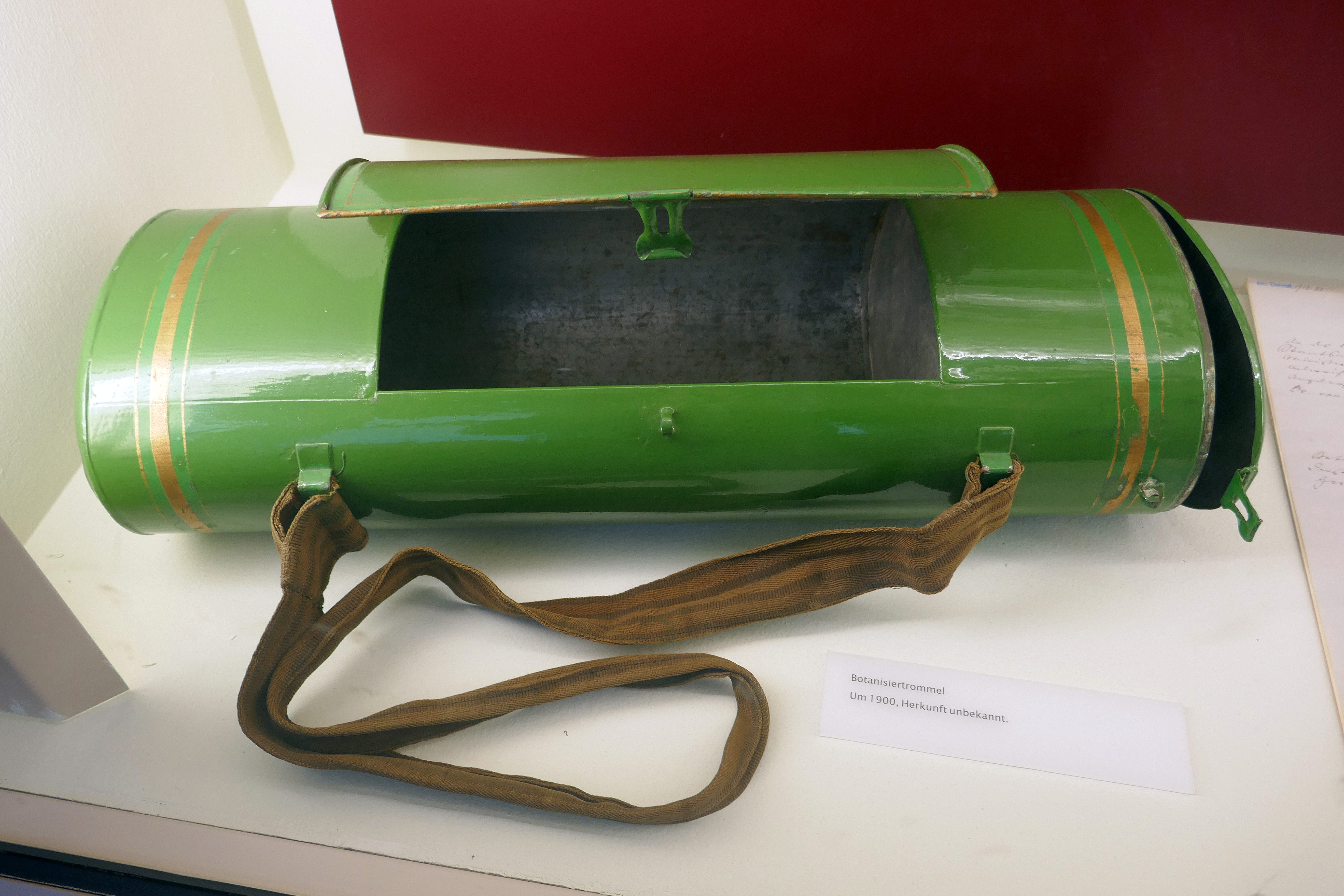
Boîte d'herborisation, vers 1900.

Une boîte d'herborisation, dite aussi boîte de botaniste ou vasculum, est une boîte rigide utilisée par les botanistes pour conserver dans de bonnes conditions les échantillons de plantes collectés sur le terrain.
Le but principal de la boîte d'herborisation est de transporter des plantes sans risquer de les écraser et en les maintenant dans un milieu frais et humide.

## Description
Les boîtes d'herborisation sont des cylindres généralement fabriqués en fer-blanc.
La boîte était transportée à l'horizontale à l'aide d'une sangle de sorte que les spécimens végétaux soient maintenus à plat, enveloppés dans un chiffon humide.
Traditionnellement, les boîtes à herboriser britanniques et américaines étaient en forme de valise, assez aplatie et à un seul compartiment, tandis que les exemplaires continentaux étaient plus cylindriques et souvent plus longs, et parfois à deux compartiments séparés. 
L'accès à l'intérieur se fait par un (parfois deux) grand couvercle sur le côté, ce qui permettait d'y mettre les plantes et de les retirer sans les courber ou les déformer inutilement.
Certains spécimens du début du XXe siècle sont fabriqués en tôle d'aluminium plutôt qu'en fer-blanc, mais sinon sont conformes aux modèles du XIXe siècle. L'extérieur est généralement laissé brut ou laqué en vert.